# Pavčina Lehota
Pavčina Lehota é um município da Eslováquia, situado no distrito de Liptovský Mikuláš, na região de Žilina. Tem 7,22 km² de área e sua população em 2018 foi estimada em 396 habitantes.

## Demografia
| Ano:        | 1994 | 2004   | 2014   | 2024   |
| ----------- | ---- | ------ | ------ | ------ |
| Broj ljudi: | 353  | 343    | 373    | 401    |
| Razlika:    |      | -2,83% | +8,74% | +7,50% |

| Ano:               | 2023 | 2024   |
| ------------------ | ---- | ------ |
| Número de pessoas: | 404  | 401    |
| Diferença:         |      | -0,74% |